# Megachile heptadonta
Megachile heptadonta är en biart som beskrevs av Cockerell 1937. Megachile heptadonta ingår i släktet tapetserarbin, och familjen buksamlarbin. Inga underarter finns listade i Catalogue of Life.